# Karbon
Karbon (anteriormente Karbon14, Kontour e KIllustrator) é um editor de desenhos vectoriais. É um componente do Calligra Suite (pertencente à KDE), que é a junção de editor de arte gráfica e programas para escritório.
Em 26 de fevereiro de 2012, o desenvolvedor líder esclareceu na lista de discussão de desenvolvimento do Calligra que o nome do aplicativo é simplesmente "Karbon", sem o "14".